# Amstel Gold Race 2002
L'Amstel Gold Race 2002, trentasettesima edizione della corsa, valida come prova della Coppa del mondo di ciclismo su strada, si svolse il 28 aprile 2002 su un percorso di 254,9 km, con partenza ed arrivo a Maastricht. Fu vinta dall'italiano Michele Bartoli, che terminò in 6h 49' 17".
Alla partenza erano presenti 196 ciclisti, dei quali 98 completarono la gara.

## Squadre partecipanti
| N.      | Cod. | Squadra                          |
| ------- | ---- | -------------------------------- |
| 1-8     | RAB  | Rabobank                         |
| 11-18   | MAP  | Mapei-Quick Step                 |
| 21-28   | LOT  | Lotto-Adecco                     |
| 31-38   | FAS  | Fassa Bortolo                    |
| 41-48   | DFF  | Domo-Farm Frites                 |
| 51-58   | COF  | Cofidis, le Crédit par Téléphone |
| 61-68   | TEL  | Team Telekom                     |
| 71-78   | BAN  | iBanesto.com                     |
| 81-88   | ALS  | Alessio                          |
| 91-98   | COA  | Team Coast                       |
| 101-108 | ACQ  | Acqua & Sapone-Cantina Tollo     |
| 111-118 | USP  | US Postal Service                |
| 121-128 | SAE  | Saeco-Longoni Sport              |

| N.      | Cod. | Squadra                 |
| ------- | ---- | ----------------------- |
| 131-138 | KEL  | Kelme-Costa Blanca      |
| 141-148 | PHO  | Phonak Hearing Systems  |
| 151-158 | CST  | CSC-Tiscali             |
| 161-168 | GST  | Gerolsteiner            |
| 171-178 | TAC  | Tacconi Sport-Emmegi    |
| 181-188 | LAM  | Lampre-Daikin           |
| 191-198 | ALA  | Index-Alexia            |
| 201-208 | DEL  | Jean Delatour           |
| 211-218 | BGL  | Bankgiroloterij-Batavus |
| 221-228 | LAN  | Landbouwkrediet-Colnago |
| 231-238 | PAL  | Palmans-Collstrop       |
| 241-248 | FAK  | EDS-Fakta               |

## Ordine d'arrivo (Top 10)
| Pos. | Corridore         | Squadra       | Tempo    |
| ---- | ----------------- | ------------- | -------- |
| 1    | Michele Bartoli   | Fassa Bortolo | 6h49'17" |
| 2    | Sergej Ivanov     | Fassa Bortolo | s.t.     |
| 3    | Michael Boogerd   | Rabobank      | s.t.     |
| SQ   | Lance Armstrong   | US Postal     | s.t.     |
| 5    | Óscar Freire      | Mapei         | a 52"    |
| 6    | Peter Van Petegem | Lampre        | s.t.     |
| 7    | Jo Planckaert     | Cofidis       | s.t.     |
| 8    | Paolo Bettini     | Mapei         | s.t.     |
| 9    | Erik Zabel        | Team Telekom  | s.t.     |
| 10   | Nico Mattan       | Cofidis       | s.t.     |